# Marcel Tiemann
Marcel Tiemann (Hamburgo, 19 de março de 1974) é um piloto de automobilismo da Alemanha.

## Biografia
Ele é filho de Hans-Jürgen Tiemann, proprietário de um parque de diversões (Heide Park), e também um piloto de relativo sucesso, sendo inclusive vencedor das 24 Horas de Nürburgring, em 1997 (pilotando uma BMW) e 1999 (conduzindo um Viper).
Em 2001, Marcel Tiemann tinha assinado contrato com a Forsythe, que havia feito uma parceria com a Zakspeed para aquela temporada, e seu companheiro de equipe seria o norte-americano Bryan Herta. Com sua inscrição, Tiemann seria o primeiro alemão na Champ Car depois de Arnd Meier, que correu entre 1997 e 1998, com desempenhos sofríveis nas pistas. Entretanto, antes da temporada começar, ele, inexplicavelmente, perde seu lugar na Zakspeed/Forsythe, que manteve um carro para Herta - ironicamente, o número do carro do norte-americano era 77, o mesmo que Meier usava em 1998.

## Cronologia
- 1994 - Campeão da Fórmula Renault alemã.
- 1996 - Ganhou o GP de Mônaco da Fórmula 3.
- 1997 a 2000 - Piloto de testes oficial do Mercedes-Benz CLK GTR.
- 1999 - Corre as 24 Horas de Le Mans com um Mercedes-Benz CLR.
- 2000 - Milita no DTM (Campeonato Alemão de Turismo), novamente pilotando um Mercedes.
- 2001 - Segundo lugar no Campeonato Alemão V8 Star com a Zakspeed. É inscrito com a mesma equipe, que fez parceria com a Forsythe na Champ Car, mas perde seu lugar em favor do norte-americano Bryan Herta, que seria seu companheiro de equipe.
- 2002 - Compete na Porsche Supercup, na equipe Manthey.
- 2003 a 2004 - Piloto de testes da Opel (testou e competiu com um Vectra no DTM).
- 2003 - Conquista sua primeira vitória nas 24 Horas de Nürburgring, pela Manthey.
- 2006 a 2009 - Fatura por 4 vezes seguidas as 24 Horas de Nürburgring, todas pela Porsche.